# Jayden Braaf
Jayden Jezairo Braaf (Amsterdam, 31 augustus 2002) is een Nederlands voetballer die als aanvaller speelt. Hij verruilde in 2023 Borussia Dortmund voor Hellas Verona.

## Clubloopbaan
Braaf speelde in de jeugd onder meer voor AFC Ajax en PSV. In 2018 ging hij naar de jeugdopleiding van Manchester City. Daar kwam hij tot het beloftenteam maar kreeg geen kansen bij de eerste selectie. Op 1 februari 2021 werd Braaf tot het einde van het seizoen 2020/21 verhuurd aan het Italiaanse Udinese dat tevens een optie tot koop bedong. Braaf debuteerde op 28 februari 2021 in de Serie A in de thuiswedstrijd tegen Fiorentina (1-0) als invaller na 77 minuten voor Fernando Llorente. In maart 2021 werd Braaf door goal.com op plaats 47 opgenomen de NXGN 21, hun lijst van grootste talenten geboren na 1 januari 2002. Op 25 april 2021 scoorde Braaf in zijn vierde wedstrijd tegen Benevento zijn eerste doelpunt. Hiermee werd hij met een leeftijd van 18 jaar en 237 dagen de jongste Nederlander die scoorde in de Serie A. In juni 2021 kwam hij terug na een leenperiode van een halfjaar. Op 27 mei werd bekend dat Braaf, transfervrij de overstap maakt naar Borussia Dortmund. Daar begint hij in het tweede team dat in de 3. Liga speelt. Dortmund verhuurde hem in januari 2023 aan Hellas Verona, dat hem in de zomer van dat jaar definitief overnam. In januari 2024 werd hij uitgeleend aan Fortuna Sittard. In het seizoen 2024/25 komt hij op huurbasis uit voor Salernitana.

## Interlandloopbaan
Met het Nederlands voetbalelftal onder 17 nam Braaf deel aan het wereldkampioenschap voetbal onder 17 - 2019 waar Nederland vierde werd